# Герб Липецької області

Герб Липецької області

Герб Липецької області є символом Липецької області, прийнято 10 липня 2003 року.

## Опис
Геральдичний опис герба області: «У червленому (червоному) полі на п'яти зелених пагорбах (три й два) золота липа. Щит увінчаний золотою земельною короною й оточений стрічкою ордена Леніна.».

### Обґрунтування символіки герба області
Герб Липецької області за своїм змістом єдиний і гармонічний. Усі фігури герба символізують область і її жителів як трудівників, величезний внесок яких в економічний, культурний, духовний розвиток Липецької області й країни має немаловажне значення.
Основою композиції герба області послужили історичний герб повітового міста Липецька Тамбовської губернії, затверджений 16 серпня 1781 року, топоніміка назви області і її утворення. Сучасна територія Липецької області утворено 6 січня 1954 року Указом Президії Верховної Ради СРСР і розташована на історичних землях Воронезької, Орловської, Рязанської, Курської областей, що алегорично показано в гербі чотирма пагорбами; п'ятий пагорб символізує Липецьку область.
Основною фігурою герба є дерево липи. Дерево — найдавніший символ братерства й згоди, закликає розпорядитися, визначити стрижень власного життя, прорости «коріннями» у землю, а «вершиною» торкнутися неба.
- Липа в геральдиці — уособлення сердечності й доброзичливості, алегорично символізує саме життя: липа завжди давала людині одяг і взуття, укриття й посуд, промислові й музичні інструменти; чай із суцвіть липи вважається заспокійливим засобом, а цілющі властивості липцю неперевершені.
- Зелений колір доповнює символіку природи області й символізує статок, процвітання, стабільність.
- Червоний колір поля герба символізує праця металургів і машинобудівників, ливарів і енергетиків, що доповнює зміст герба Липецької області, як промислово розвиненого регіону. Червоний колір — символ праці, життєствердної сили, мужності, свята, краси.
- Золоте алегорично показує аграрний сектор економіки області (традиційними напрямками сільськогосподарського виробництва є рослинництво, тваринництво, виробництво зернових, картоплі, цукрового буряка). Золото — це колір сонця, багатства, зерна, родючості, еліксиру життя, символізує велич, повагу, міцність, інтелект, пишноту.
- Земельна корона указує на статус Липецької області як суб'єкта Російської Федерації.
- Стрічка ордена Леніна, яким Липецька область нагороджена y 1967 року, показує заслуги області.

Таким чином, у гербі Липецької області мовою геральдичних символів і алегорій гармонійно відбиті історія, природні особливості й багатства області, основний профіль діяльності населення; герб Липецької області є таким, що «говорить», що в геральдиці вважається класичним способом розробки герба.